# Ivan Graanoogst
 (mars 2019).
 (février 2024).
Si vous disposez d'ouvrages ou d'articles de référence ou si vous connaissez des sites web de qualité traitant du thème abordé ici, merci de compléter l'article en donnant les références utiles à sa vérifiabilité et en les liant à la section « Notes et références ».
Ivan Frank Graanoogst est un militaire et homme politique surinamien. Il est nommé président par intérim du Suriname, du 24 décembre 1990 au 29 décembre 1990, après qu'un coup d'État militaire a renversé le gouvernement démocratique du président Ramsewak Shankar. 

## Biographie
Le 24 décembre 1990, deux jours après la démission du colonel Desi Bouterse, commandant en chef des forces armées, Ivan Graanoogst alors lieutenant, annonce que l'armée a pris le pouvoir par un putsch non violent. Il était en désaccord avec le président Ramsewak Shankar, élu par le Parlement en janvier 1988, au sujet du processus de paix engagé par ce dernier avec les rebelles de Ronnie Brunswijk.  
Il renverse le gouvernement démocratique du président Ramsewak Shankar en appelant à la « Grève de Téléphone ». 
Ivan Graanoogst devient alors ministre de la Culture, de la Jeunesse, des Sports et de l'Information, puis ministre de l'Armée et de la Police. 
Il est nommé Président du 24 au 29 décembre 1990, date à laquelle le Conseil militaire national décidera de remettre le pouvoir à Johan Kraag.